# Nisse Skoog
Nils Erik Roland „Nisse“ Skoog (* 15. Dezember 1921 in Stockholm; † 5. Juni 2014) war ein schwedischer Jazzmusiker (Trompete), Bühnenbildner, Grafiker und Bildhauer.

## Leben und Wirken
Skoog erhielt zunächst in Spårvägens Musikkorps Unterricht auf der Trompete. Er machte weiter im Musikkorps der Schule und als Jugendlicher erhielt er Privatunterricht bei Thore Ehrling. Wenig später begann er mit verschiedenen Amateurbands. Mitte der 1940er Jahre wurde er von vielen als der beste Lead-Trompeter Schwedens angesehen; er trat zwischen 1943 und 1947 mit dem Orchester von Lulle Ellboj auf, mit dem zahlreiche Aufnahmen entstanden, und war auch als Studiomusiker aktiv. Im Herbst 1948 gründete er die erste schwedische Bebop-Band (mit Ulf Linde, Bjarne Nerem, Claes-Göran Fagerstedt, Gunnar Almstedt und Jack Norén). Dann gehörte er einige Jahre zum Orchester von Seymour Österwall, um letztlich bei Thore Ehrling zu spielen. Es kam auch zu Aufnahmen mit Lars Gullin und Ulf Linde.
Bereits Mitte der 1940er Jahre begann Skoog an Anders Beckmans Kunstschule zu studieren und trat schließlich in die Akademie der bildenden Künste ein. 1956 gab er seinem Interesse an bildender Kunst nach und seine Karriere als professioneller Musiker auf, um stattdessen Bühnenbildner am damals neu gegründeten Stockholms Stadsteater zu werden.
Als Bühnenbildner arbeitete Skoog dann sowohl an der Oper als auch am Dramatischen Theater, an Theatern in Dänemark und Finnland und zuletzt mehr als zehn Jahre am Riksteater. Gleichzeitig war er freiberuflich als Künstler tätig und zudem 30 Jahre lang Lehrer bei Beckmans. Er zeichnete Albumcover und Poster und hatte Aufträge als Illustrator. Er entwarf einen Kupferfries für das Folkets hus in Stockholm (1959–1960), Kunstschmiedearbeiten für die Handelsbanken in Farsta und ein Glasmosaik für das Bürgerhaus von Lycksele. Eine Briefmarke der schwedischen Post 1983 zum 100. Geburtstag von Hjalmar Bergman mit dem Clown Jac geht auf einen Entwurf von ihm zurück.
Skoog nahm an nationalen und internationalen Ausstellungen teil. Seine Arbeiten sind im Nationalmuseum, im Moderna Museet und im Norrköpings Konstmuseum vertreten.